# مونتورو
مونتورو (به ایتالیایی: Montoro) یک کومونه در ایتالیا است که در استان آولینو واقع شده‌است.

## خصوصیات
مونتورو ۴۰٫۱۵ کیلومترمربع مساحت و ۱۹٬۶۶۸ نفر جمعیت دارد و ۱۹۰ متر بالاتر از سطح دریا واقع شده‌است.